# Les Mômes et les Enfants d'abord !
Albums de Renaud
Phénix Tour
(2017) Métèque
(2022)
Singles
1. Les Animals
Sortie : 13 novembre 2019
2. On va pas s'laisser pourrir
Sortie : 29 novembre 2019
3. L.O.L.I.T.A
Sortie : 31 janvier 2020

Les Mômes et les Enfants d'abord ! est le 17e album studio de Renaud, sorti le 29 novembre 2019.
Sa pochette est dessinée par Zep.

## Description
En juillet 2019, dans une interview accordée au Parisien, Renaud déclare que ce sera « plus un album sur l'enfance qu'un album pour enfants » de douze titres, qui va en « faire râler plus d'un » avec « plein de gros mots ». Il a été enregistré chez Renaud (à L'Isle-sur-la-Sorgue), Bruxelles (studio I.C.P.) et Paris,.
Du 29 novembre 2019 au 22 décembre 2019, à l'occasion de la promotion de l'album, une figurine géante de Renaud est exposée dans plusieurs grandes villes de France. Elle est accompagnée de plusieurs panneaux, le premier montrant la pochette de l'album et le deuxième montrant la scène finale du clip de la chanson Les Animals. Tout cet univers est imaginé et dessiné par Zep.
Extrait de l'album, le single L.O.L.I.T.A, dédié à sa fille Lolita Séchan, sort le 31 janvier 2020.

## Liste des chansons
| 1.    | Les Animals                      | 3:59 |
| 2.    | Pinpon                           | 3:33 |
| 3.    | L.O.L.I.T.A                      | 3:13 |
| 4.    | J'aime rien                      | 3:20 |
| 5.    | Mes copains                      | 3:15 |
| 6.    | On va pas s'laisser pourrir      | 4:21 |
| 7.    | Y z'ont mis l'feu à l'école      | 3:47 |
| 8.    | Le Petit Crabe et la Langoustine | 2:58 |
| 9.    | Y'a un monstre sous mon lit      | 2:37 |
| 10.   | Ça va gueuler                    | 3:35 |
| 11.   | C'est la récré                   | 3:32 |
| 12.   | Parc Montsouris                  | 3:15 |
| 41:24 |                                  |      |

## Personnel
- Renaud : Chant
- Thomas Coeuriot : Guitares acoustique et électrique, Mandoline, Banjo, Violoncelle, Chœurs
- Freddy Koella : Guitares acoustique et électrique
- Philippe Almosnino : Guitares acoustique et électrique
- Laurent Vernerey : Basse, Contrebasse, Chœurs
- Johan Dalgaard : Piano, Orgue, Harmonium, Synthétiseurs, Chœurs
- Hugh Coltman : Harmonica
- Frédéric Couderc : Clarinette, Saxophone, Flûte
- Stéphane Chausse : Clarinette, Saxophone, Flûte
- Michel Feugère : Trompette, Bugle
- Julien Chirol : Trombone
- Rénald Villoteau : Tuba
- François Bonhomme : Cor
- Raphaël Chassin : Batterie, Percussions, Chœurs
- Bertrand Lamblot, Michaël Harroch, Elise Abello, Justine Abello, Pauline Geoffroy, Tom Vilarrasa : Chœurs

## Ventes
Les Mômes et les Enfants d'abord ! est le dix-septième album le plus vendu en France en 2019 et est certifié double disque de platine en 2022, après avoir obtenu un disque de platine en 2019.